# Tango de Finlandia
El tango de Finlandia es una variante establecida al tango rioplatense y uno de los tipos de música más duraderas y populares de Finlandia. Introducido en Europa en la década de 1910 a través de músicos que viajaron hacia allí, los finlandeses comenzaron a adoptar la música y escribir sus propios tangos en la década de 1930. Ya en la década de 1940 cerca de la mitad de las listas de éxitos de música popular era ocupada por tangos y el período de postguerra vio extenderse este fenómeno urbano también al ambiente rural.

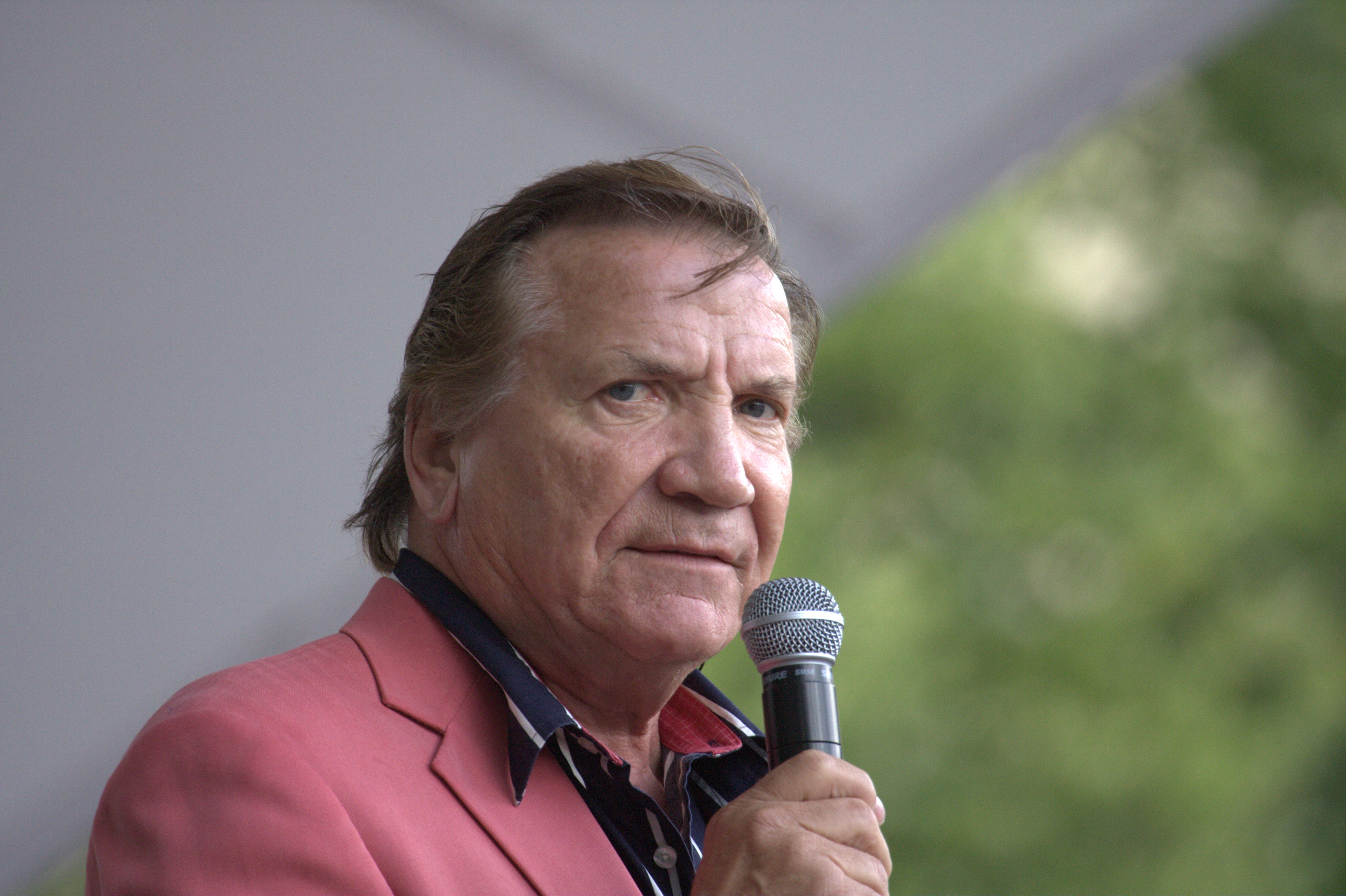
Eino Grön, cantante de tango finlandés

El tango finlandés se distingue de las demás variantes por su casi exclusiva ejecución en tonalidades menores y en los temas, que reflejan convenciones establecidas en el folclore finés. Como lo explica el director de la audioteca de la Yleisradio, la Compañía de Radio Finlandesa, "Los temas centrales de las letras del tango finlandés son: el amor, la tristeza o la infelicidad, la naturaleza y el campo. Muchos tangos expresan el deseo de reencuentro con el antiguo hogar, con un antiguo lugar donde uno fue feliz. Los cambios estacionales de la naturaleza finlandesa son frecuentemente usados como metáforas: la primavera corta la reclusión propia del invierno, creando nuevas expectativas. Las lluvias otoñales y las noches oscuras son símbolos de esperanzas rotas."
Uno de los puntos destacados de los veranos finlandeses es el Tangomarkkinat, o festival de tango, celebrado anualmente desde 1985 en Seinäjoki, considerada por los tangueros finlandeses como la segunda ciudad del tango después de Buenos Aires. El festival atrae más de 100.000 participantes anualmente (de una población apenas superior a los cinco millones) y es finalizado con la coronación del Rey y la Reina del tango, quienes reciben mucha atención en los medios de comunicación finlandeses y frecuentemente comienzan a firmar contratos con discográficas luego de su coronación. Otros festivales de tango son: el Festival Internacional Frostbite en Helsinki y el Festivlal Maailmantango en la ciudad de Tampere.
Desde su incorporación a la Unión Europea en 1995, la versión finlandesa del tango ha comenzado a recibir mayor atención, en especial los trabajos de Olavi Virta y Unto Mononen, los dos artistas más renombrados de este género.